# ويك (سنبل أباد)
ويك (بالفارسية: ویک) هي قرية تقع في إيران في قسم سنبل أباد الریفي. يقدر عدد سكانها بـ 375 نسمة بحسب إحصاء 2016.